# Ajúb Qará
Ajúb Qará nebo Ajúb Kará (hebrejsky איוב קרא‎, arabsky أيوب قرا‎, narozen 12. března 1955 Dalijat al-Karmel) je izraelský politik, poslanec Knesetu za stranu Likud a od května 2015 náměstek ministra regionálního rozvoje. V letech 2009 až 2013 zastával post náměstka ministra rozvoje Negevu a Galileje.

## Biografie
Studoval školu ekonomického zaměření. Žije v Dalijat al-Karmel, je ženatý, má pět dětí. Sloužil v izraelské armádě, kde dosáhl hodnosti majora. Hovoří hebrejsky, arabsky a anglicky. Je členem komunity izraelských Drúzů.

## Politická dráha
Do Knesetu nastoupil po volbách roku 1999, kdy kandidoval za stranu Likud. Ve funkčním období 1999–2003 působil jako místopředseda parlamentu, dále jako předseda výboru pro zahraniční dělníky a člen výboru práce, sociálních věcí a zdravotnictví, výboru pro záležitosti vnitra a životního prostředí a výboru pro ustanovování drúzských soudců. Po volbách roku 2003, kdy mandát obhájil, byl předsedou výboru pro drogy, členem výboru pro ustanovování drúzských soudců, finančního výboru, výboru pro ekonomické záležitosti a výboru pro vzdělávání, kulturu a sport.
Ve volbách roku 2006 nebyl zvolen. Do Knesetu se vrátil až po volbách roku 2009. Po těch až do února 2013 zastával funkci náměstka ministra pro rozvoj Negevu a Galileje. Do Knesetu se vrátil ve volbách v roce 2015. Od května 2015 je náměstkem ministra regionálního rozvoje.